# 青空フリーパス

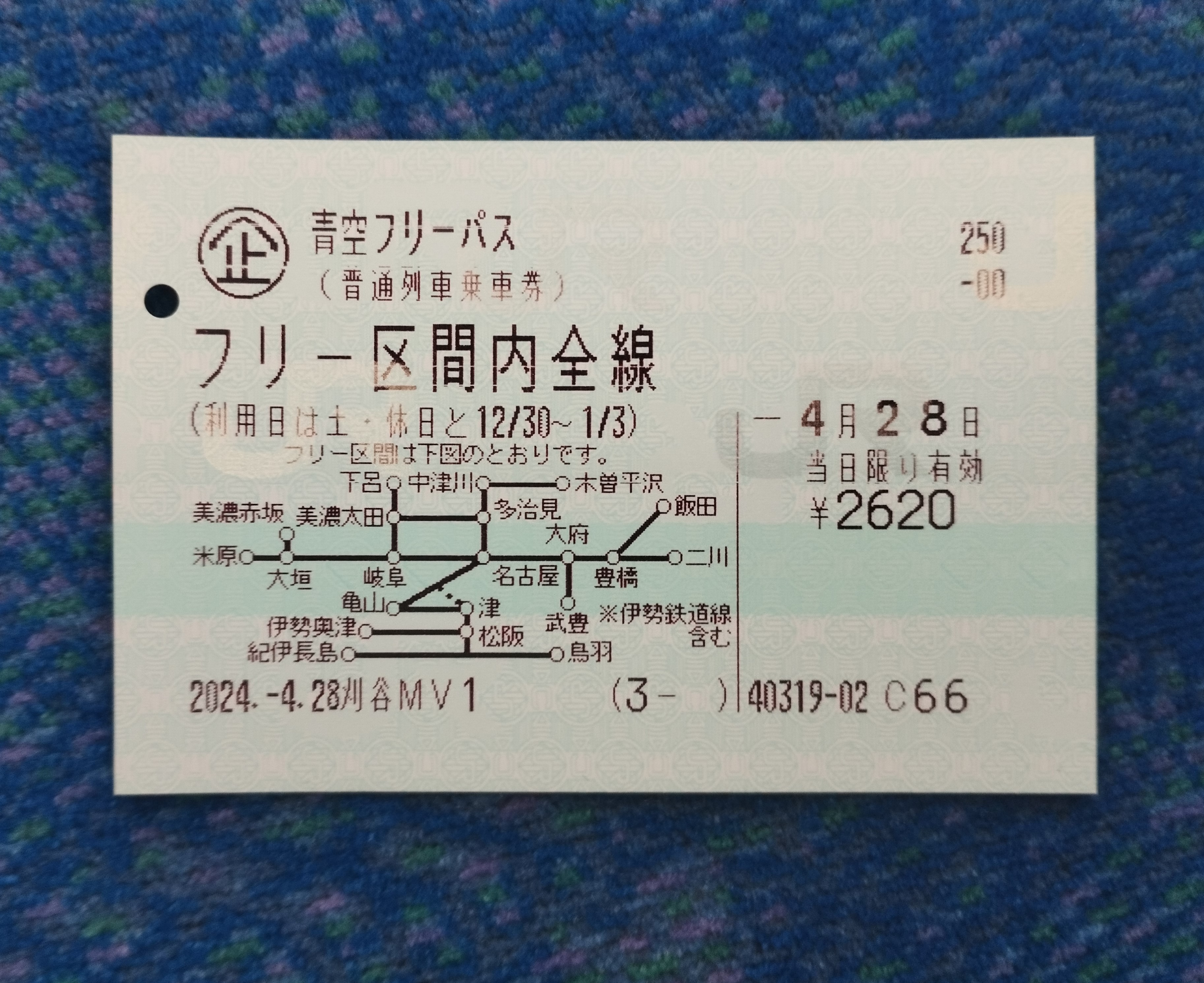
青空フリーパス

青空フリーパス（あおぞらフリーパス）とは、東海旅客鉄道（JR東海）の名古屋地区における特別企画乗車券の一つである。
当項目では、かつて発売されていた姉妹品の青空ワイドフリーパス（あおぞらワイドフリーパス）をはじめとするJR名古屋地区の一日乗車券についても併せて解説する。

## 概要
土曜日・休日などにJR東海の名古屋地区在来線において、普通列車（快速列車含む。以下同）が1日乗り降り自由である。

### 利用可能な範囲
- 東海道本線：二川駅 - 米原駅・大垣駅 - 美濃赤坂駅（美濃赤坂線は全線）
- 飯田線：豊橋駅 - 飯田駅
- 武豊線：大府駅 - 武豊駅（全線）
- 高山本線：岐阜駅 - 下呂駅
- 中央本線：名古屋駅 - 木曽平沢駅
- 太多線：多治見駅 - 美濃太田駅（全線）
- 関西本線：名古屋駅 - 亀山駅（JR東海管内全線）
- 紀勢本線：亀山駅 - 紀伊長島駅
- 名松線：松阪駅 - 伊勢奥津駅（全線）
- 参宮線：多気駅 - 鳥羽駅（全線）
- 伊勢鉄道伊勢線：河原田駅 - 津駅（全線）

上記範囲外に跨って利用する場合は、範囲内の終端駅から範囲外の降車駅までの普通運賃が別途必要になる。例えば、上記範囲内から浜松駅まで乗車する場合、二川から浜松までの運賃（おとな片道510円）を別途支払うことになる。
なお、さわやかウォーキング開催日には、利用可能区間を臨時に拡大する措置がとられることがある。

### 利用できる列車
快速・普通列車の普通車自由席。
- 快速「みえ」などの普通車指定席は、別途指定席券が必要。
- ホームライナーは、別途乗車整理券が必要[注 1]。
- グリーン車は、別途グリーン券が必要。
- 特急券・急行券を購入すれば特急列車・急行列車も利用可能。
  - 東海道新幹線や寝台列車は利用できない。

### 有効期間
- 土曜日及び休日（日曜日・祝日）、12月30日から翌年1月3日までのいずれか1日。
- 乗車が翌日にまたがる場合は、0時を過ぎて最初に停車する駅まで有効。

### 購入
- 利用日の1ヶ月前から可能。
- 一部の駅では、当日分に限り自動券売機で購入できた。2014年春から不可能になった[2]が、2015年6月末から指定席券売機での購入が可能になっている。
- 2009年春頃から、静岡地区の「休日乗り放題きっぷ」の発売駅でも「青空フリーパス」のフリー区間の入口駅（二川駅等）までの乗車券等を同時購入または提示すれば購入できるようになった。
- 米原駅はJR東海側の「JR全線きっぷうりば」および指定席券売機でのみ購入ができる。

### 発売額
おとな：2,620円、こども：1,310円

### その他
- 自動改札機を利用できる。
  - ただし、米原駅以外のJR西日本の自動改札機にあらかじめ用意した他の乗車券と重ねて挿入し出場すると、回収され無効券となる為、注意が必要。[要出典]

## 歴史
当商品は2006年3月まで旧「青空フリーパス」と、利用可能範囲を広げた「青空ワイドフリーパス」の2種類が発売されていた（後述）。
- 1993年4月1日 - 発売開始[3]。発売額は「青空フリーパス」が2,000円、「青空ワイドフリーパス」が3,500円（こども半額。以下同様）。マルス券の他に常備券もあった。
- 1997年4月 - 消費税率改定に伴い価格改定。価格はそれぞれ2,040円、3,570円となる。
- 2006年3月17日 - 旧「青空フリーパス」、「青空ワイドフリーパス」の販売を終了。この日発売の券は4月16日まで有効。
- 2006年3月18日 - 旧「青空フリーパス」と「青空ワイドフリーパス」を「青空フリーパス」（現行）に統合し、利用可能範囲を拡大。価格はおとな：2,500円、こども：1,250円。これに伴い、「青空ワイドフリーパス」とオプション券「伊勢鉄道フリーきっぷ」は廃止された。
- 2010年10月20日 - 年末年始の利用期間を12月30日 - 翌年1月3日に拡大。
- 2014年4月 - 消費税率改定に伴い価格改定[4]。
- 2019年10月 - 消費税率改定に伴い価格改定。

## 関連するフリーきっぷ

### 旧青空フリーパス・青空ワイドフリーパス
当時の利用可能な範囲は以下の通り。
- 伊勢鉄道線はそのままでは利用できず、別途運賃・料金が必要であった。オプションとして「伊勢鉄道フリーきっぷ」（おとな：980円、こども：490円）が発売された。
- 年末年始は土曜・休日を除き利用できなかった。
- 現行の「青空フリーパス」と異なり、新幹線の特急券を購入すれば東海道新幹線（豊橋駅 - 米原駅相互間）も利用できた。

#### 利用可能な範囲（旧青空フリーパス）
- 東海道本線：豊橋駅（後に二川駅まで拡大） - 米原駅[注 3]
- 武豊線：大府駅 - 武豊駅
- 高山本線：岐阜駅 - 美濃太田駅
- 中央本線：名古屋駅 - 中津川駅
- 太多線：多治見駅 - 美濃太田駅
- 関西本線：名古屋駅 - 亀山駅
- 紀勢本線：亀山駅 - 松阪駅

#### 利用可能な範囲（青空ワイドフリーパス）
- 東海道本線：豊橋駅（後に二川駅まで拡大） - 米原駅[注 3]
- 飯田線：豊橋駅 - 中部天竜駅
- 武豊線：大府駅 - 武豊駅
- 高山本線：岐阜駅 - 下呂駅
- 中央本線：名古屋駅 - 木曽福島駅
- 太多線：多治見駅 - 美濃太田駅
- 関西本線：名古屋駅 - 亀山駅
- 紀勢本線：亀山駅 - 紀伊長島駅
- 名松線：松阪駅 - 伊勢奥津駅
- 参宮線：多気駅 - 鳥羽駅

### 初詣フリーきっぷ
1993年11月15日より初詣の時期に伊勢鉄道伊勢線をフリー区間に加えた「初詣フリーきっぷ」という姉妹品が別途発売されていた。「青空フリーパス」の利用可能範囲拡大により、2006年度以降は販売されなくなった。

### 名古屋おでかけきっぷ

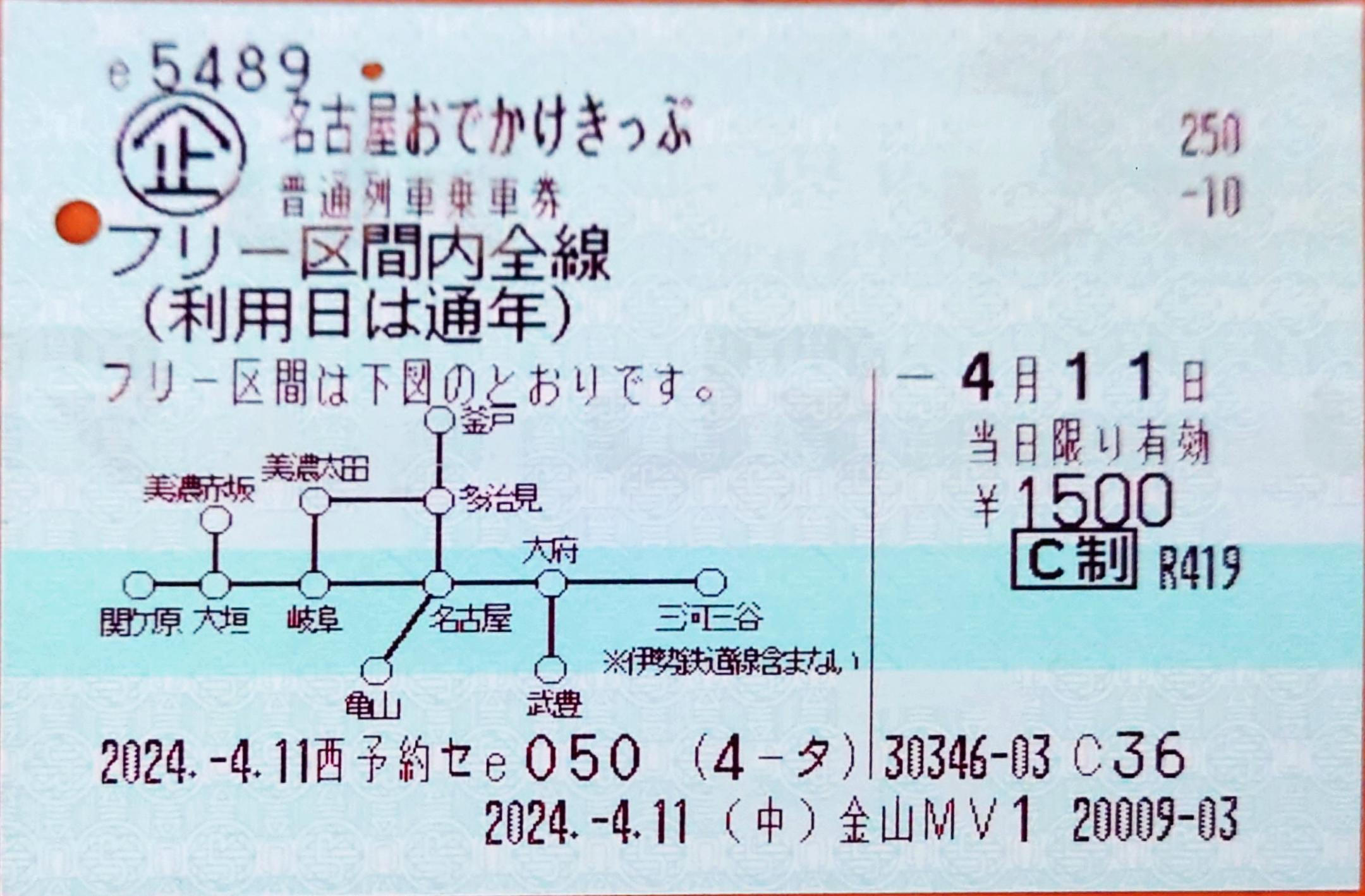
名古屋おでかけきっぷ

2023年10月より、「EXサービス」会員向けに「e5489」限定で発売されているフリーきっぷ。「青空フリーパス」と規則はおおむね同じだが、平日にも使用することができる。

#### 利用可能な範囲（名古屋おでかけきっぷ）
名古屋駅から普通運賃で990円となる範囲がフリー区間となっている。
- 東海道本線：三河三谷駅 - 関ケ原駅・大垣駅 - 美濃赤坂駅（美濃赤坂線は全線）
- 武豊線：大府駅 - 武豊駅（全線）
- 高山本線：岐阜駅 - 美濃太田駅
- 中央本線：名古屋駅 - 釜戸駅
- 太多線：多治見駅 - 美濃太田駅（全線）
- 関西本線：名古屋駅 - 亀山駅（JR東海管内全線）

#### 発売額（名古屋おでかけきっぷ）
おとな：1,500円、こども：750円